# 야가미 쿠미
야가미 쿠미(矢神久美,やがみ くみ, 1994년 6월 13일 - )는 일본 여성 아이돌 그룹 SKE48의 전 멤버이다. 미라이쿠루 소속. 같은 소속사 멤버:미야와키 유카

## 개요
- 전 SKE48 팀S 멤버
- 2012년 11월 1일, Google+에서 졸업 발표.
- 2013년 5월 6일에 여러 세계 도전을 위해 팀S 멤버 쿠와바라 미즈키.타카다 시오리.히라마츠 카나코.팀KII 멤버 아카에다 리리나.오기소 시오리.하타 사와코.팀E 멤버 우에노 카스미.하라 미나미.연구생 멤버 코바야시 에미리와 졸업
- 2015년 10월 29일, 연예 활동 재개.

## 싱글

### SKE48
- 強き者よ (선발)
- 青空片想い (선발)
- ごめんね、SUMMER (선발)
- １！２！３！４！　ヨロシク！ (선발)
  - 青春は恥ずかしい (홍조)
  - そばにいさせて (단체곡)
- バンザイVenus (선발)
- パレオはエメラルド(선발)
  - 花火はおわらない (셀렉션8)
  - 積み木の時間 (단체곡)
- オキドキ (선발)
  - 歌おうよ、僕たちの校歌 (셀렉션8)
  - 初恋の踏切 (단체곡)
- 片想いFinally (선발)
  - 寡黙な月(셀렉션8)
  - 今日までのこと、これからのこと (단체곡)

### AKB48
- ポニーテールとシュシュ
  - 盗まれた唇 (언더걸즈)
- ヘビーローテーション
  - 涙のシーソーゲーム (언더걸즈)
- Beginner
  - 僕だけのvalue (언더걸즈)
- 桜の木になろう
  - 偶然の十字路 (언더걸즈)
- Everyday、カチューシャ
  - 人の力 (언더걸즈)

## 극장 공연 유닛곡
- teamS 1st Stage「PARTYが始まるよ」公演
  - クラスメイト
  - スカート、ひらり
- teamS 2nd「手をつなぎながら」公演
  - ウィンブルドンへ連れて行って（정식 유닛)
  - Glory days（셔플 유닛)
- teamS 3nd「制服の芽」公演
  - 狼とプライド（정식 유닛)
  - 女の子の第六感（셔플 유닛)

## 출연작

### 드라마
- 2010년 《마지스카 학원》 - 댄스 역
- 2011년 《마지스카 학원2》 - 댄스 역
- 2011년 《망상형사》 - 쿠미 역
- 2012년 《마지스카 학원3》- 코미미 역

### 영화
- 2011년 WAYA! 宇宙一のおせっかい大作戦 - 모미지 역

### 애니메이션
- AKB0048 - 시노노메 소나타 역